# Mottram in Longdendale
Mottram in Longdendale är en by i distriktet Tameside, i grevskapet Greater Manchester, i England. Byn är belägen 15 km från Manchester. Mottram var en civil parish fram till 1936 när den blev en del av Longdendale. Civil parish hade 2 636 invånare år 1931. Mottram in Longdendale var ett distrikt 1894–1936 när blev den en del av Longendale.